# Bartosz Kapustka
Bartosz Kapustka (* 23. Dezember 1996 in Tarnów) ist ein polnischer Fußballspieler.

## Karriere

### Verein
Kapustka begann seine Profikarriere 2013 beim KS Cracovia, bei dem er hauptsächlich als Stammspieler eingesetzt wurde. Er debütierte am 29. März 2014 im Spiel gegen Widzew Łódź (1:1) in der polnischen Ekstraklasa. Nach der Fußball-Europameisterschaft 2016 wurde er vom englischen Meister Leicester City verpflichtet. Nachdem er dort in der Saison 2016/17 lediglich in drei Partien des FA Cups zum Einsatz gekommen war, wechselte er in der Sommerpause auf Leihbasis zum deutschen Bundesligisten SC Freiburg. Dort debütierte er bei der 0:4-Niederlage gegen Bayer 04 Leverkusen (4. Spieltag), als er in der 69. Spielminute für Marco Terrazzino eingewechselt wurde. Sein erstes Tor in der Bundesliga erzielte Kapustka bei der 1:3-Niederlage der Freiburger gegen den VfL Wolfsburg am 18. November 2017 (12. Spieltag).
Anfang der Saison 2018/19 wurde er an Oud-Heverlee Löwen nach Belgien verliehen, wo sein Leihvertrag am 2. April endete und er nach Leicester zurückkehrte. Seitdem spielt er erneut für die U23 des englischen Vereins in der Premier League 2.

### Nationalmannschaft
Kapustka bestritt einige Spiele für verschiedene polnische Jugend-Nationalmannschaften. In der A-Nationalmannschaft debütierte er am 7. September 2015 gegen Gibraltar (8:1) im Rahmen der Qualifikation für die EM 2016. Er wurde in der 62. Minute für Jakub Błaszczykowski eingewechselt und erzielte den Treffer zum zwischenzeitlichen 8:0. Auch in seinem zweiten Länderspieleinsatz gegen Island (4:2) konnte er ein Tor erzielen. In der EM-Vorbereitung wurde er durchgängig eingesetzt und schließlich ins Aufgebot Polens aufgenommen. In den Gruppenspielen stand er zweimal in der Startaufstellung, nur gegen Deutschland kam er erst als Einwechselspieler zum Zuge. Nach zwei Gelben Karten musste er im Achtelfinale pausieren. Im Viertelfinale gegen Portugal kam er dann kurz vor Ende der regulären Spielzeit aufs Feld. Die Partie ging nach Verlängerung im Elfmeterschießen verloren. 2017 debütierte er dann auch für die U21 seines Landes beim Freundschaftsspiel gegen Italien (1:2) in Krakau.

## Erfolge
Legia Warschau
- Polnische Meisterschaft: 2021

## Sonstiges
2015 gewann Kapustka die Wahl vom Fußballmagazin Piłka Nożna zur Neuentdeckung des Jahres im polnischen Fußball.